# Lijst van kapelmeesters van de Onze-Lieve-Vrouwekathedraal van Antwerpen
Lijst van kapelmeesters (zangmeesters) van de Onze-Lieve-Vrouwekathedraal van Antwerpen

## Tot aan de verheffing tot kathedraal (1559)
- 1444 - 1447 Johannes Pullois (Jan Pullois, Kieken)
- 1448 - Jacobus magister choralium
- 1471 – 1484 Antonius Van den Wyngaerde (ook De Vigne, (de) Vinea en a Vinea)
- 1484 - 1491 Jacobus Barbireau
- 1492 – 1496 Jacob Obrecht
- 1499 - Jheronimus de Clibano
- 1501 - Michael Berruyer (Michel Berruyer de oude, de Lessines)
- 1501 – 1503 Jacob Obrecht
- 1504 – Jan Raes
- 1513 – 1518 Noël Balduin (Baudewijn, Nat(h)alis)
- 1519 – 1522 Nicole Charlier (ook Nicolaus of Nicole Carlir)
- 1528 - 1562 Antoine Barbe (ook Barbé of Bardet)

## Van 1559 tot aan de kerksluiting in 1797
- 1563 - 1572 Gerard Coppens (ook Gerardus Turnhout of Gerard van Turnhout)
- 1572 – 1582 Severin Cornet
- 1585 - 1591 Andries Pevernage
- 1592 - 1615 Matthias Pottier
- 1615 – 1641 Wiebrand Andriessen
- 1641 – 1645 Johannes Fournaux
- 1645 – 1666 Gaspard Boest (ook Gaspar Boets of Bodts)
- 1666 – 1678 Joannes Cox (ook Cocq)
- 1678 – 1687 Johannes Corbisier
- 1687 – 1704 Nicolaes Paul
- 1704 – 1714 Van der Weyden
- 1714 – De Backer
- 1715 – 1716 J. De Tiege
- 1716 – 1718 Paul Serigiers
- 1718 - 1725 Alphonse d’Eve
- 1725 – 1731 Willem de Fesch
- 1731 - 1737 Joseph-Hector Fiocco
- 1737 – 1764 André-Joseph Blavier
- 1764 - 1771 Louis van Noorbeeck (Van Noortbeek)
- 1771 - J.Somers
- - 1789 Jan Thomas Baustetter
- 1789 - 1797 Lambert Joseph Godart
- 1797 - kerksluiting

## Vanaf de heropening in 1802
- 1803 – 1845 Guillelmus Jacobus Josephus Kennis
- 1845 - 1871 Jan Jozef Bessems
- …-… Lodewijk Hubertus Kiven
- 1874 – 1894 Frans Antoon Callaerts
- 1894 - 1912 Emile Xavier Wambach
- 1913 – 1945 Lodewijk De Vocht
- 1945 – 1967 Gabriël Striels
- 1968 - 2000 Jan Schrooten
- 2000 - Sebastiaan Van Steenberge